# Gülçiçek Hatun
Gülçiçek Hatun, död 1400, var gemål till den osmanske sultanen Murad I (regent 1362-1389) och mor till Bayezid I (regent 1389–1403).
Hon var av grekiskt kristet ursprung. Hon var slavkonkubin till prins Aclan Bey av furstendömet Karasi. När Karasi erövrades av osmanerna gavs hon som konkubin till prins Murad. 
Hon grundade en välgörenhetsförening, och var den första osmanska konkubin som grundade en moské.